# 사이먼 필립스 노턴
사이먼 필립스 노턴(영어: Simon Phillips Norton, 1952년 2월 28일 – 2019년 2월 14일)은 영국 케임브리지에서 유한 단순군을 연구한 수학자이다.

## 교육
사이먼 노턴은 이라크 혈통의 세파르디 가문에서 세 형제 중 막내로 태어났다.
1964년부터 그는 이튼 칼리지의 King's Scholar였으며 그곳에서 그는 괴상한 수학 천재로 명성을 얻었다. 그는 학교에 있는 동안 런던 대학교에서 순수 수학에서 외부 일류 학위를 취득했으며 로열 홀러웨이로 통학했다.
노턴은 또한 영국을 대표하여 3년 동안 국제 수학 올림피아드에 참가했고 매번 금메달을 땄다. 그 후 그는 트리니티 칼리지에 진학하였다.

## 경력과 삶
노턴은 캠브리지에 머물면서 유한군에 대해 작업했고, 유한 군의 아틀라스의 작성자 중 한 명이다. 그는 하라다-노턴 군을 구성했으며 1979년 존 호턴 콘웨이와 함께 수론에서 괴물군과 j 함수 사이에 연결이 있음을 증명했다. 그들은 이것을 "가공할 헛소리"이라고 불렀고 나중에 리차드 보처즈에 의해 증명된 몇 가지 추측을 했다. 노턴은 또한 콘웨이의 라이프 게임에서 몇 가지 초기 발견을 했으며 게임 Snort를 발명했다.
1985년에 케임브리지 대학은 그의 계약을 갱신하지 않았다.
그는 2019년 2월 14일 런던 북부에서 심장병으로 쓰러져 66세의 나이로 사망했다.

## 출판물
- 1995: (with C. J. Cummins) Cummins, C. J.; Norton, S. P. (1995). “Rational Hauptmoduls are replicable”. 《Canadian Journal of Mathematics》 47 (6): 1201–1218. doi:10.4153/cjm-1995-061-1.
- 1996: Arasu, K. T.; Dillon, J. F.; Harada, K.; Sehgal, S.; Solomon, R. (1996). 〈Non-monstrous moonshine〉. 《Groups, Difference Sets, and the Monster: Proceedings of a Special Research Quarter at The Ohio State University, Spring 1993》. 433–441쪽. ISBN 9783110147919.
- 1996년: Norton, S.P. (1996). “Free transposition groups”. 《Communications in Algebra》 24 (2): 425–432. doi:10.1080/00927879608825578.
- 1998년: Curtis, Robert (1998년 6월 11일). 〈Anatomy of the Monster: I〉. 《The Atlas of Finite Groups: Ten Years On》. London Mathematical Society Lecture Note Series, 249. 198–214쪽. ISBN 9780521575874.
- 2001: Norton, Simon (2001). “Computing in the Monster”. 《Journal of Symbolic Computation》 31 (1–2): 193–201. doi:10.1006/jsco.1999.1008.
- 2002: (with Robert A. Wilson) Norton, Simon P.; Wilson, Robert A. (2002). “Anatomy of the Monster: II”. 《Proceedings of the London Mathematical Society》 84 (3): 581–598. doi:10.1112/S0024611502013357.